# Klaudiosz Ptolemaiosz
Klaudiosz Ptolemaiosz (görög: Κλαύδιος Πτολεμαῖος, latin: Claudius Ptolemaeus) (Ptolemais Hermiou, 85/90 körül – Alexandria, 168 körül), görögül író, Egyiptomban élő, római polgár matematikus, csillagász, geográfus, asztrológus és költő. Ő dolgozta ki a 17. századig meghatározó ptolemaioszi világképet, róla nevezték el a húrnégyszögek oldalainak és átlóinak kapcsolatát leíró Ptolemaiosz-tételt.

## Művei

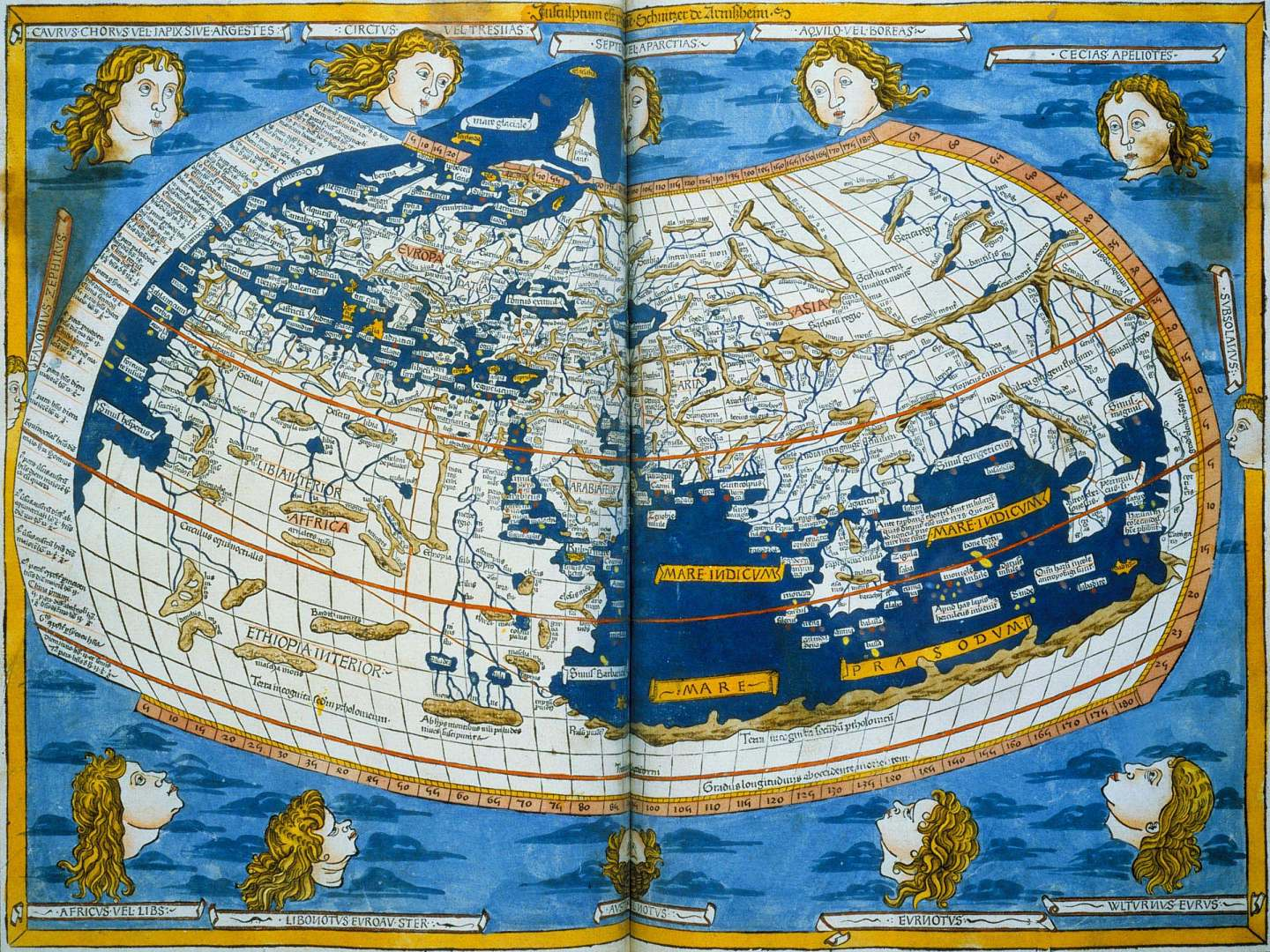
Az ismert világ Ptolemaiosz korában

Számos tudományos értekezése közül legalább három maradandóan jelentős a későbbi iszlám és európai tudomány számára:
- a ma Almageszt néven ismert csillagászati értekezése (görögül Ἡ Μεγάλη Σύνταξις, Nagy értekezés vagy eredetileg Μαθηματικὴ Σύνταξις, Matematikai értekezés);
- a kb. 150-ben befejezett[1] Geográfia, amely alapos összegzése a görög-római világ földrajzi ismereteinek;
- asztrológiai értekezése (ezt néha görögül, Apoteleszmatika (Ἀποτελεσματικά), néven említik, máskor még egyszerűbben mint Tetrabübloszt (Τετράβιβλος) – latinul Quadripartitum), amelyben kísérletet tett a horoszkopikus asztrológia és kora arisztotelészi természetfilozófiájának adaptálására.

Az Almagesztben meggyőzően érvelt a csillagok mozdulatlansága mellett, rámutatva, hogy ha azok mozognának, akkor a Földtől mért távolságuknak, és ezzel látszólagos méretüknek és fényességüknek is változnia kellene. Ptolemaiosznak ez a logikája hibátlan, azonban a kora ismereteinek szintjén nem merült fel benne az a lehetőség, hogy a csillagok hatalmas távolságban lehetnek a Földtől, ezért a mozgásuk gyakorlatilag észlelhetetlen szabad szemmel. Elképzelése szerint a gömb alakú Földet szférák veszik körül, amikre a megfigyelt objektumok rögzítve vannak, és a szférák különböző sebességekkel és irányokkal forognak a Föld körül.
A Geográfia című munkájából a Vatikánban őrzött, 1300 körül készített másolat maradt fenn. Német kutatók az isztambuli Topkapi palotában bukkantak egy régebbi példányra.

## Magyarul
- Ptolemaeus Claudius: Tetrabiblos. Melanchton Philipp 1553. évi kiadása nyomán; németből ford. Szepesi János; Sindbad, Bp., 1998

## Fordítás
- Ez a szócikk részben vagy egészben  a   Ptolemaios című angol Wikipédia-szócikk fordításán alapul.  Az eredeti cikk szerkesztőit annak laptörténete sorolja fel. Ez a jelzés csupán a megfogalmazás eredetét és a szerzői jogokat jelzi, nem szolgál a cikkben szereplő információk forrásmegjelöléseként.